# Австралия на «Евровидении-2016»
 Австралия приняла участие в конкурсе песни «Евровидение-2016» с песней «Sound of Silence», написанной Энтони Эгизии и Дэвидом Мусумечи. Песня была исполнена Дами Им, которая была выбрана австралийской телекомпанией Special Broadcasting Service (SBS) для представления этой страны на конкурсе 2016 года в Стокгольме, Швеция. Она была объявлена представителем Австралии 3 марта 2016 года во время сиднейского концерта Кончиты Вурст, победительницы Austria конкурса песни «Евровидение-2014». Исполненная им песня "Sound of Silence" была представлена публике 11 марта 2016 года.
Австралия дебютировала на конкурсе песни «Евровидение» в 2015 году по приглашению Европейского вещательного союза (EBU) в качестве «разового» специального гостя на праздновании 60-летия Евровидения. 17 ноября 2015 года EBU объявил, что SBS были приглашены для участия в конкурсе 2016 года и что Австралия снова примет участие. В 2015 году Австралии было гарантировано место в финале конкурса, и ей разрешили голосовать как в полуфинале, так и в финале; однако для конкурса 2016 года Австралия должна была выйти в финал из одного из двух полуфиналов и могла голосовать только в полуфинале, в котором страна была выделена для участия.
Австралия была привлечена к участию во втором полуфинале конкурса песни «Евровидение», который состоялся 12 мая 2016 года. Выступая во время шоу на 10-м месте, "Sound of Silence" был объявлен среди 10 лучших работ второго полуфинала и, следовательно, получил право участвовать в финале 14 мая. Позже выяснилось, что Австралия заняла первое место из 18 стран-участниц в полуфинале с 330 очками. В финале Австралия выступала под 13-м номером и заняла второе место из 26 стран-участниц, набрав 511 очков.

## Задний план
Специальная радиовещательная служба (SBS) транслирует конкурс песни «Евровидение» с 1983 года, и за это время конкурс стал культовым, в первую очередь из-за прочных политических и культурных связей страны с Европой. Отдавая дань уважения этому, полуфинал конкурса 2014 года включал в себя антракт с участием австралийской певицы Джессики Мобой .  Австралийские певцы также участвовали в Евровидении в качестве представителей других стран, в том числе Оливия Ньютон Джон ( 1974, United Kingdom ), двукратный победитель Джонни Логан ( 1980 и 1987, Ireland ), Джина Джи ( 1996, Великобритания) и Джейн Комерфорд. как солист группы Texas Lightning ( 2006, Germany ).
Связываясь с целью Евровидения - продемонстрировать «важность объединения стран для празднования разнообразия, музыки и культуры», тему 2015 года «Наведение мостов» и аргументируя это тем, что они не могут устроить «самую большую вечеринку в мире» в честь этого. 60-е Евровидение без приглашения Австралии, 10 февраля 2015 года EBU объявил, что страна будет участвовать в этом году в качестве специального приглашенного участника.  Наряду с « Большой пятеркой » (Франция, Германия, Италия, Испания и Великобритания) и принимающей страной Австрией Австралия получила автоматический выход в финал, чтобы «не снижать шансы» участников полуфинала.  Песня Австралии « Tonight Again » в исполнении Гая Себастьяна заняла пятое место с 196 баллами и получила максимальное количество баллов от Австрии и Швеции. 

## Перед Евровидением

### Приглашение к участию
17 ноября 2015 года EBU объявил, что австралийская телекомпания SBS, ассоциированный член, приняла приглашение Австралии вернуться и принять участие в конкурсе песни «Евровидение 2016. Референтная группа EBU единогласно проголосовала за участие Австралии. В 2015 году Австралии был предоставлен прямой вход в финал конкурса песни «Евровидение», а также право голоса как в полуфинале, так и в финале; однако условия возвращения Австралии в 2016 году требовали, чтобы страна боролась за выход в финал из двух полуфиналов и голосовала только в полуфинале, в котором Австралия была выделена для участия. Кроме того, если Австралия выиграет конкурс в 2016 году, конкурс 2017 года будет организован SBS в сотрудничестве с другой вещательной компанией EBU и пройдет где-нибудь в Европе.
Что касается участия Австралии в 2016 году, исполнительный супервайзер конкурса Джон Ола Санд заявил: «Отзывы, которые мы получили от зрителей, фанатов, прессы и вещательных компаний после участия Австралии в Вене, были исключительно положительными. Мы твердо верим, что конкурс песни «Евровидение» потенциал органического развития в действительно глобальное событие. Дальнейшее участие Австралии является захватывающим шагом в этом направлении. Еще неизвестно, как такое событие может выглядеть в долгосрочной перспективе». Генеральный директор и управляющий директор SBS Майкл Эбейд заявил: «SBS очень рада, что предоставила Австралии возможность участвовать в Стокгольме в 2016 году, и благодарит Европейский вещательный союз за приглашение. Конкурс песни «Евровидение» является прекрасным примером культурного разнообразия и социальной интеграции, и наше постоянное участие предлагает фантастическую возможность продемонстрировать австралийские музыкальные таланты на поистине международном мультикультурном празднике. Производственный партнер Blink TV сыграл неотъемлемую роль в поддержке наших амбиций по созданию присутствия Австралии на самой большой сцене мира, и вместе мы с нетерпением ждем возможности снова перенести опыт Евровидения на наши экраны.

### Внутренний отбор
Дами Им была объявлена артисткой, которая будет представлять Австралию на конкурсе песни «Евровидение-2016» 3 марта 2016 года. Об этом сообщила победительница конкурса "Евровидение-2014 " от Austria Кончита Вурст во время своего концерта с Сиднейским симфоническим оркестром " Кончита: из Вены с любовью ", который состоялся в Сиднейском оперном театре .  SBS транслировал объявление онлайн через Facebook Live.  Что касается ее выбора в качестве представителя Австралии, Им заявил: "Я так взволнован и горжусь тем, что представляю Австралию на Евровидении в этом году в Стокгольме. Я очень рад, что иду по стопам Гая Себастьяна и Джессики Мобой, которые до меня украшали сцену Евровидения. Я искренне верю, что австралийской публике и фанатам Евровидения по всему миру понравится песня, которую я буду исполнять в Швеции. Я не могу дождаться, чтобы продемонстрировать это миру и представить Австралию в меру своих возможностей!» Дами Им также представляла Австралию на фестивале ABU TV Song Festival 2014 с песней « Living Dangerously ». 
Превью песни Дами Им для Евровидения « Sound of Silence » состоялось 10 марта 2016 года во время программы SBS 2 The Feed .  Официальный выпуск видео и цифровой загрузки полной песни состоялся 11 марта 2016 г. Песня была написана командой авторов и продюсеров DNA Songs, в которую входят Энтони Эгизии и Дэвид Мусумечи. 
Когда я впервые услышал "Sound of Silence", я понял, что это идеальная песня для меня, чтобы выступить на Евровидении. Есть много способов интерпретировать смысл песни, но одна из тем, к которой я отношусь в «Звуке тишины», — это тема разъединения и нахождения вдали от людей в моей жизни, которых я люблю. Мы живем в мире, где легко быть на связи каждую минуту дня, но вместе с этой связью можно чувствовать себя одиноким и изолированным. Я не могу дождаться, чтобы исполнить ее вживую в Стокгольме и пообщаться с совершенно новой аудиторией.Дэми Им о «Звуках тишины» 

#### Лирическая полемика
Споры возникли после выпуска австралийской песни из-за жалоб на то, что лирика "Sound of Silence" нарушает правила конкурса песни "Евровидение", которые запрещают лирику, содержащую "послания, продвигающие какие-либо политические идеи, компании, бренды, продукты или услуги". . В рассматриваемой лирике «Попытка почувствовать вашу любовь через лицо» якобы упоминался видеотелефонный продукт Apple Inc. FaceTime. 5 апреля 2016 года Справочная группа конкурса песни «Евровидение» опубликовала заявление, в котором песня была допущена к участию в конкурсе: «Текст австралийской песни представлен в виде двух отдельных слов:« Face Time », а не FaceTime, который является товарным знаком Apple ".  

### Повышение
Перед конкурсом песни «Евровидение» Дами Им несколько раз выступала в Австралии, чтобы продвигать «Sound of Silence» в качестве австралийской песни на Евровидении, а также продвигать свой альбом Classic Carpenters, который был выпущен 22 апреля 2016 года.  10 апреля я впервые исполнил "Sound of Silence" вживую во время музыкального фестиваля Streat Vibes в Watergardens Town Center в Мельбурне .  12 апреля я исполнил эту песню во время мирового турне Salesforce в Мельбурне.  23 апреля Дами Им исполнила «Sound of Silence» в домашнем центре Hyperdome Home Center в Логанхольме и в Warner Bros. Мир кино в Голд-Косте . 28 апреля Им исполнил песню в Westfield Parramatta в Сиднее. 

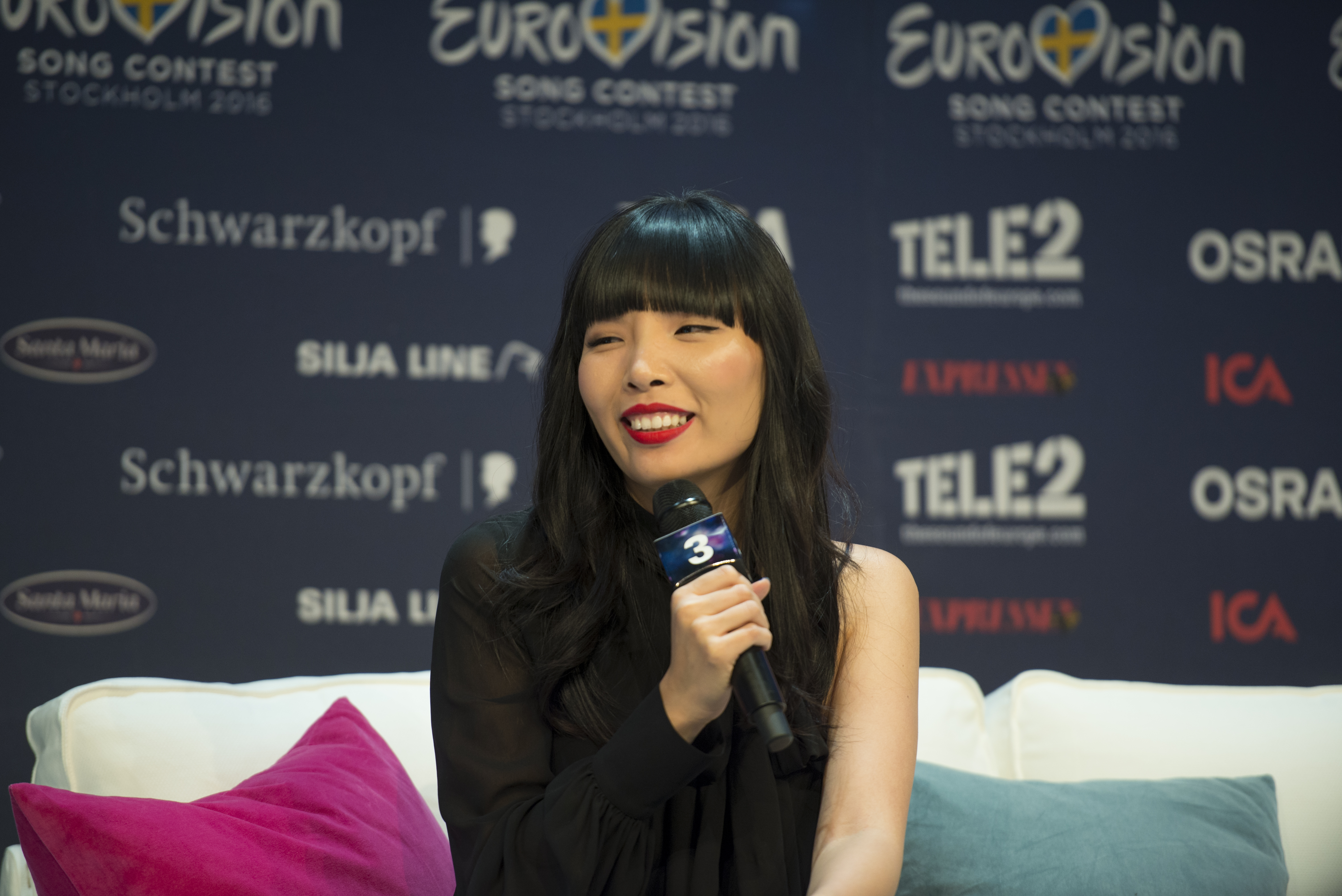
Дами Им во время встречи с прессой и приветствия

Согласно правилам Евровидения, все страны, за исключением страны-организатора и «большой пятерки» (Франция, Германия, Италия, Испания и Великобритания), должны пройти в один из двух полуфиналов, чтобы побороться за место. финал; Десять лучших стран из каждого полуфинала выходят в финал. Европейский вещательный союз (EBU) разделил конкурирующие страны на шесть разных корзин на основе моделей голосования на предыдущих конкурсах, при этом страны с благоприятной историей голосования были помещены в одну корзину.  25 января 2016 года была проведена специальная жеребьевка, в ходе которой каждая страна попала в один из двух полуфиналов, а также была определена половина шоу, в котором они будут выступать. Австралия вышла во второй полуфинал, который состоится 12 мая 2016 года, и должна была выступить в первой половине шоу. 
После того, как все песни, участвующие в конкурсе 2016 года, были выпущены, порядок выступления в полуфинале определялся продюсерами шоу, а не посредством другой жеребьевки, чтобы похожие песни не размещались рядом друг с другом. Австралия должна была занять 10-е место после входа из Литвы и до входа из Словении. 
В Австралии и полуфинал, и финал транслировались в прямом эфире на канале SBS в 5 часов. am AEST, что позволяет Австралии участвовать в официальном периоде голосования во втором полуфинале и финале. Помимо прямых трансляций рано утром в среду, пятницу и воскресенье, все три шоу транслировались в прайм-тайм в пятницу, субботу и воскресенье вечером в рамках Eurovision Weekend канала SBS.  Комментаторами всех трех шоу были Джулия Земиро и Сэм Пэнг .  SBS Radio также запустило SBS Eurovision Radio 1 мая, которое транслировалось через SBS Radio 4 и приложение SBS Radio; радиопередачи включали закулисное освещение конкурса, интервью с участниками репортера Алистера Берча и одновременные прямые трансляции конкурса, когда он транслировался на SBS.  Официальным представителем Австралии, объявившим наивысшую оценку в 12 баллов, присужденную австралийским жюри во время финала, была Ли Лин Чин . 

### Полуфинал

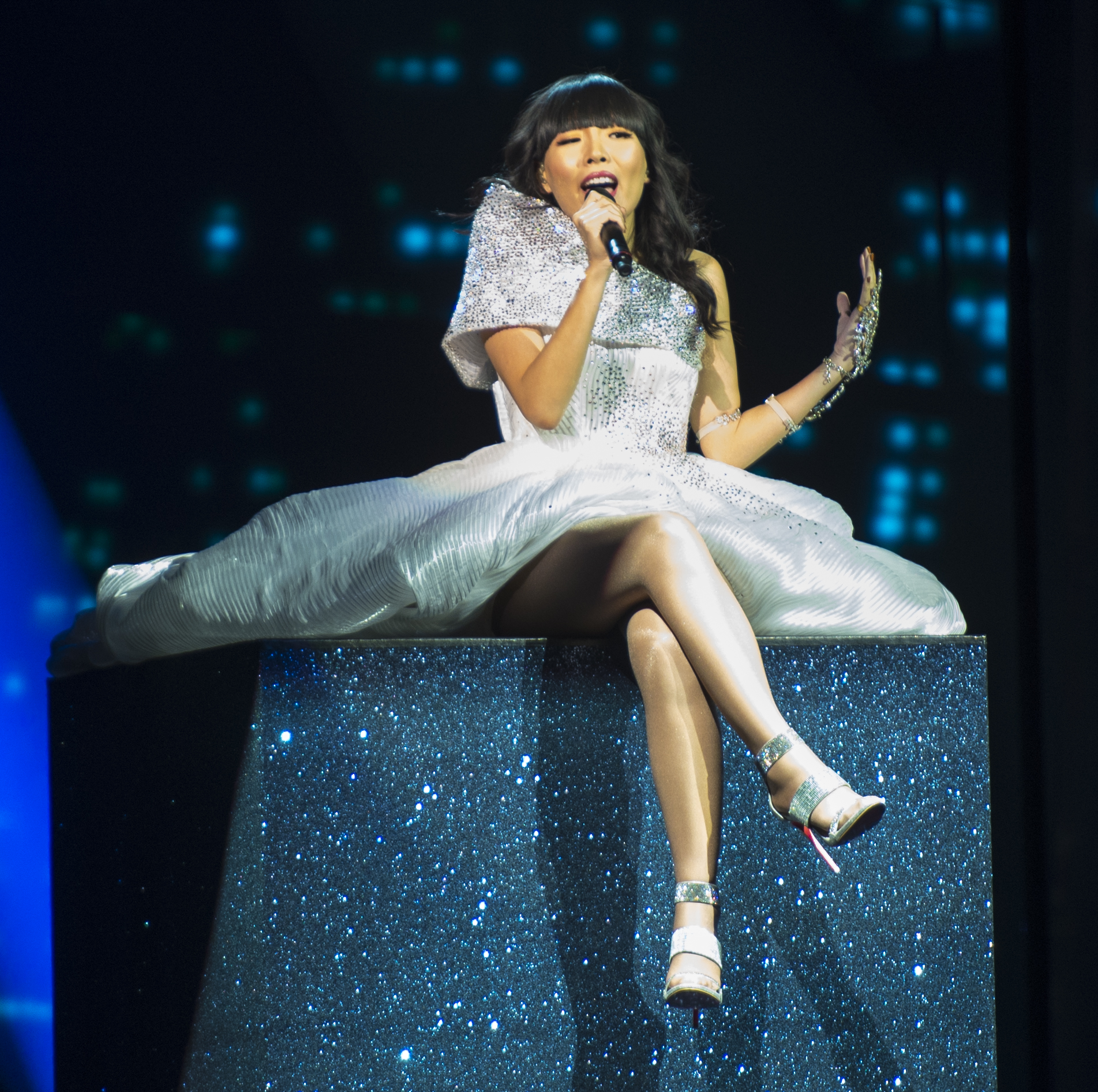
Дами Им во время репетиции перед вторым полуфиналом

Дами Им приняла участие в технических репетициях 4 и 7 мая, а затем в генеральных репетициях 11 и 12 мая.  Это включало шоу жюри 11 мая, на котором профессиональные жюри каждой страны смотрели и голосовали за конкурсные работы. 
В австралийском представлении Дами Им выступала в белом платье с кристаллами на верхней половине, разработанном австралийским дизайнером Стивеном Халилом.     Дами Им начала свое выступление на вершине большого синего ящика, окруженного прозрачными голографическими экранами, на которых отображались ночные горизонты города, изображения роботов и изображения лиц. Я взаимодействовал с экранами, делая движения руками, которые создавали впечатление, что отображаемые изображения манипулируются. Дами Им закончила выступление, стоя на сцене с ветряной машиной и сценой с эффектами синего света. К Дами Им присоединились две бэк-вокалистки за кулисами: Анна Салин и Деа Норберг .  Сахлен ранее представляла Эстонию на Евровидении 2002, где заняла третье место с песней « Runaway ».
В конце шоу было объявлено, что Австралия вошла в десятку лучших и впоследствии вышла в гранд-финал.  Позже выяснилось, что Австралия заняла первое место в полуфинале, получив в общей сложности 330 баллов: 142 балла по телеголосованию и 188 баллов по мнению жюри. 

### Финал
Вскоре после второго полуфинала была проведена пресс-конференция победителей для десяти стран, прошедших квалификацию. В рамках этой пресс-конференции прошедшие отбор артисты приняли участие в жеребьевке, чтобы определить, в какой половине гранд-финала они впоследствии примут участие. Жеребьевка проводилась в порядке, обратном порядку стран в полуфинале. Австралия была привлечена к участию в первом тайме.  После этой жеребьевки продюсеры шоу определились с порядком проведения финала, как они сделали это для полуфинала. Впоследствии Австралия заняла 13-е место после входа из Польши и до входа с Кипра . 
Дами Им снова приняла участие в генеральных репетициях 13 и 14 мая перед финалом, в том числе в финале жюри, где профессиональное жюри отдавало свои окончательные голоса перед живым выступлением.  Дами Им повторила свое полуфинальное выступление во время финала 14 мая. Австралия заняла второе место в финале, набрав 511 баллов: 191 балл по телеголосованию и 320 баллов по мнению жюри.  

#### Награды Марселя Безенсона
Премия Марселя Безенсона, впервые присуждаемая во время конкурса 2002 года, ежегодно присуждается лучшим конкурсным песням в финале. Названные в честь создателя ежегодного конкурса Марселя Безенсона, награды делятся на 3 категории: Премия прессы, присуждаемая лучшей работе по результатам голосования аккредитованных СМИ и прессы во время мероприятия; Художественная премия, присуждаемая лучшему артисту по результатам голосования комментаторов шоу; и Премия композитора, присуждаемая за лучшую и самую оригинальную композицию по мнению участвующих композиторов. «Звук тишины» был удостоен премии «Композитор», которую на церемонии награждения приняли авторы песен Дэвид Мусумечи и Энтони Эгизии. 

### Голосование
Голосование во время трех шоу проводилось по новой системе, в которой каждая страна теперь присуждала два набора баллов от 1–8, 10 и 12: один от своего профессионального жюри, а другой - от телеголосования. Жюри каждой страны состояло из пяти профессионалов музыкальной индустрии, являющихся гражданами страны, которую они представляют, и их имена были опубликованы до конкурса для обеспечения прозрачности. Это жюри оценивало каждую работу на основе: вокальных данных; сценическое исполнение; композиция и оригинальность песни; и общее впечатление от акта. Кроме того, ни одному члену национального жюри не разрешалось быть каким-либо образом связанным с каким-либо из конкурирующих актов таким образом, чтобы они не могли голосовать беспристрастно и независимо. Индивидуальные рейтинги каждого члена жюри, а также результаты национального телеголосования были опубликованы вскоре после финала.
Ниже приводится разбивка баллов, присужденных Австралии и присужденных Австралией во втором полуфинале и гранд-финале конкурса, а также разбивка голосования жюри и телеголосования, проведенного во время двух шоу:

#### Очки, присужденные Австралии
| Счёт      | Телеголосование                           | Жюри                                                              |
| --------- | ----------------------------------------- | ----------------------------------------------------------------- |
| 12 баллов | Израиль                                   | - Бельгия БолгарияДанияИзраильИталияЛитваНорвегияШвейцарияУкраина |
| 10 баллов | - Бельгия ГерманияПольша                  | - Албания ПольшаВеликобритания                                    |
| 8 баллов  | - Дания ИрландияЛатвияНорвегия            | - Беларусь ГрузияЛатвия                                           |
| 7 баллов  | - Беларусь БолгарияСербияУкраина          | Германия                                                          |
| 6 баллов  | - Албания СловенияШвейцарияВеликобритания | Ирландия                                                          |
| 5 баллов  | Литва                                     | Словения                                                          |
| 4 балла   | - Грузия Македония                        | - Македония Сербия                                                |
| 3 балла   | Италия                                    |                                                                   |
| 2 балла   |                                           |                                                                   |
| 1 балл    |                                           |                                                                   |

| Счёт      | Телеголосование                                                              | Жюри                                                                        |
| --------- | ---------------------------------------------------------------------------- | --------------------------------------------------------------------------- |
| 12 баллов | - Албания МальтаШвеция                                                       | - Албания АвстрияБельгияХорватияВенгрияЛитваНидерландыШвецияШвейцария       |
| 10 баллов | Дания                                                                        | - Босния и Герцеговина КипрДанияЭстонияИсландияИзраильМолдоваНорвегияПольша |
| 8 баллов  | - Исландия Норвегия                                                          | - Болгария ФинляндияГрузияМакедонияИспанияВеликобритания                    |
| 7 баллов  | - Финляндия Польша                                                           | - Азербайджан Греция                                                        |
| 6 баллов  | - Ирландия ЛатвияСербияВеликобритания                                        | - Беларусь ФранцияГерманияИталияСербияСловения                              |
| 5 баллов  | - Болгария ХорватияКипрГерманияГрецияИзраильЛитваМолдоваНидерландыСан-Марино | - Армения ЛатвияУкраина                                                     |
| 4 балла   | - Бельгия ЭстонияРоссияИспанияУкраина                                        | Черногория                                                                  |
| 3 балла   | - Австрия Босния и ГерцеговинаВенгрияМакедонияСловения                       | Мальта                                                                      |
| 2 балла   | Азербайджан                                                                  | Россия                                                                      |
| 1 балл    | - Беларусь Чешская РеспубликаГрузияШвейцария                                 |                                                                             |

#### Очки, присуждаемые Австралией
| Счёт      | Телеголосование | Жюри      |
| --------- | --------------- | --------- |
| 12 баллов | Бельгия         | Бельгия   |
| 10 баллов | Болгария        | Израиль   |
| 8 баллов  | Литва           | Болгария  |
| 7 баллов  | Ирландия        | Литва     |
| 6 баллов  | Израиль         | Беларусь  |
| 5 баллов  | Латвия          | Норвегия  |
| 4 балла   | Македония       | Словения  |
| 3 балла   | Украина         | Сербия    |
| 2 балла   | Сербия          | Македония |
| 1 балл    | Дания           | Швейцария |

| Счёт      | Телеголосование | Жюри           |
| --------- | --------------- | -------------- |
| 12 баллов | Бельгия         | Бельгия        |
| 10 баллов | Болгария        | Израиль        |
| 8 баллов  | Украина         | Болгария       |
| 7 баллов  | Франция         | Литва          |
| 6 баллов  | Мальта          | Франция        |
| 5 баллов  | Россия          | Испания        |
| 4 балла   | Великобритания  | Великобритания |
| 3 балла   | Австрия         | Нидерланды     |
| 2 балла   | Испания         | Украина        |
| 1 балл    | Литва           | Хорватия       |

## Подробные результаты голосования

### Состав австралийского жюри
В состав австралийского жюри вошли следующие члены: 
- Моника Трапага (председатель жюри) – певец, автор песен
- Шеннон Нолл – певец, автор песен
- Крейг Портейлс – музыкальный продюсер
- Джеймс Мэтисон – ведущий, телеведущий
- Миф Уорхерст – радиоведущий, телеведущий

| Счёт | Страна    | Жюри       | Жюри        | Жюри    | Жюри        | Жюри        | Жюри            | Жюри  | Телеголосование | Телеголосование |
| Счёт | Страна    | М. Трапага | Дж. Мэтисон | С. Нолл | К. Портелис | М. Уорхерст | Средний рейтинг | Баллы | Классификация   | Баллы           |
| ---- | --------- | ---------- | ----------- | ------- | ----------- | ----------- | --------------- | ----- | --------------- | --------------- |
| 01   | Латвия    | 7          | 8           | 15      | 12          | 10          | 11              |       | 6               | 5               |
| 02   | Польша    | 10         | 16          | 17      | 17          | 14          | 17              |       | 11              |                 |
| 03   | Швейцария | 11         | 11          | 9       | 9           | 9           | 10              | 1     | 16              |                 |
| 04   | Израиль   | 2          | 3           | 3       | 2           | 2           | 2               | 10    | 5               | 6               |
| 05   | Беларусь  | 4          | 5           | 12      | 3           | 12          | 5               | 6     | 12              |                 |
| 06   | Сербия    | 8          | 12          | 5       | 11          | 7           | 8               | 3     | 9               | 2               |
| 07   | Ирландия  | 9          | 14          | 16      | 15          | 17          | 16              |       | 4               | 7               |
| 08   | Македония | 13         | 2           | 14      | 16          | 4           | 9               | 2     | 7               | 4               |
| 09   | Литва     | 5          | 4           | 4       | 6           | 6           | 4               | 7     | 3               | 8               |
| 10   | Австралия |            |             |         |             |             |                 |       |                 |                 |
| 11   | Словения  | 6          | 9           | 7       | 5           | 15          | 7               | 4     | 15              |                 |
| 12   | Болгария  | 3          | 6           | 6       | 4           | 3           | 3               | 8     | 2               | 10              |
| 13   | Дания     | 12         | 15          | 10      | 13          | 11          | 13              |       | 10              | 1               |
| 14   | Украина   | 14         | 10          | 11      | 10          | 8           | 12              |       | 8               | 3               |
| 15   | Норвегия  | 16         | 7           | 1       | 8           | 5           | 6               | 5     | 13              |                 |
| 16   | Грузия    | 17         | 17          | 13      | 7           | 16          | 15              |       | 14              |                 |
| 17   | Албания   | 15         | 13          | 8       | 14          | 13          | 14              |       | 17              |                 |
| 18   | Бельгия   | 1          | 1           | 2       | 1           | 1           | 1               | 12    | 1               | 12              |

| Счёт | Страна             | Жюри       | Жюри        | Жюри    | Жюри        | Жюри        | Жюри            | Жюри  | Телеголосование | Телеголосование |
| Счёт | Страна             | М. Трапага | Дж. Мэтисон | С. Нолл | К. Портелис | М. Уорхерст | Средний рейтинг | Баллы | Классификация   | Баллы           |
| ---- | ------------------ | ---------- | ----------- | ------- | ----------- | ----------- | --------------- | ----- | --------------- | --------------- |
| 01   | Бельгия            | 1          | 2           | 1       | 1           | 1           | 1               | 12    | 1               | 12              |
| 02   | Чешская Республика | 18         | 23          | 4       | 14          | 22          | 16              |       | 25              |                 |
| 03   | Нидерланды         | 10         | 14          | 11      | 4           | 10          | 8               | 3     | 16              |                 |
| 04   | Азербайджан        | 7          | 20          | 15      | 15          | 11          | 12              |       | 22              |                 |
| 05   | Венгрия            | 22         | 6           | 10      | 24          | 23          | 19              |       | 19              |                 |
| 06   | Италия             | 11         | 16          | 24      | 16          | 16          | 17              |       | 23              |                 |
| 07   | Израиль            | 4          | 3           | 3       | 2           | 2           | 2               | 10    | 14              |                 |
| 08   | Болгария           | 2          | 1           | 7       | 3           | 3           | 3               | 8     | 2               | 10              |
| 09   | Швеция             | 16         | 21          | 22      | 17          | 25          | 23              |       | 20              |                 |
| 10   | Германия           | 19         | 12          | 16      | 12          | 17          | 14              |       | 21              |                 |
| 11   | Франция            | 5          | 7           | 13      | 7           | 5           | 5               | 6     | 4               | 7               |
| 12   | Польша             | 25         | 19          | 14      | 25          | 12          | 22              |       | 15              |                 |
| 13   | Австралия          |            |             |         |             |             |                 |       |                 |                 |
| 14   | Кипр               | 23         | 18          | 6       | 20          | 21          | 20              |       | 13              |                 |
| 15   | Сербия             | 8          | 17          | 21      | 13          | 7           | 11              |       | 17              |                 |
| 16   | Литва              | 6          | 4           | 5       | 5           | 4           | 4               | 7     | 10              | 1               |
| 17   | Хорватия           | 17         | 8           | 8       | 19          | 13          | 10              | 1     | 18              |                 |
| 18   | Россия             | 24         | 13          | 17      | 22          | 8           | 18              |       | 6               | 5               |
| 19   | Испания            | 3          | 5           | 18      | 6           | 6           | 6               | 5     | 9               | 2               |
| 20   | Латвия             | 14         | 9           | 25      | 8           | 24          | 15              |       | 11              |                 |
| 21   | Украина            | 13         | 10          | 9       | 9           | 9           | 9               | 2     | 3               | 8               |
| 22   | Мальта             | 15         | 24          | 19      | 18          | 14          | 21              |       | 5               | 6               |
| 23   | Грузия             | 21         | 25          | 20      | 21          | 18          | 25              |       | 24              |                 |
| 24   | Австрия            | 20         | 15          | 23      | 23          | 20          | 24              |       | 8               | 3               |
| 25   | Великобритания     | 9          | 11          | 2       | 11          | 15          | 7               | 4     | 7               | 4               |
| 26   | Армения            | 12         | 22          | 12      | 10          | 19          | 13              |       | 12              |                 |